# Mark Winger
Mark Winger (nacido el 26 de noviembre de 1962) es un ex técnico de una planta de energía nuclear de Springfield, Illinois. Fue condenado en 2002 por el asesinato en 1995 de su esposa Donnah Winger, técnica de quirófano, y el conductor Roger Harrington (nacido en 1967). Winger se había casado con Donnah Winger ( de soltera Brown, nacida en 1963) en 1989.
Su caso aparece en la temporada 3, episodio 8, titulado "Rotten to the Core", del programa Deadly Sins .

## Asesinato de Donnah Winger
El 23 de agosto de 1995, Donnah Winger fue transportada desde el Aeropuerto Internacional de St. Louis a su casa en Springfield por el conductor de transporte turístico Roger Harrington. El matrimonio Winger luego se quejó con el empleador de Harrington, diciendo que Harrington le hizo pasar un "momento difícil" a Donnah durante el viaje al hablar sobre drogarse y tener orgías. Seis días después, Mark Winger llamó al 911 y dijo que había matado a tiros a Harrington después de que Harrington atacara a Donnah con un martillo en su casa. La policía inicialmente creyó que Harrington había irrumpido en la casa de los Wingers y atacó a Donnah en represalia por su queja al empleador de Harrington. Sin embargo, los investigadores más tarde comenzaron a sospechar de Winger porque siguió preguntando sobre el caso incluso después de que se había cerrado inicialmente. "Él seguía entrando. Seguía sintiendo que estaba tratando de averiguar si estábamos investigando algo", dijo un detective. El nuevo matrimonio de Winger con la niñera de su hija pequeña, contratada cinco meses después de la muerte de Donnah, aumentó las sospechas. Winger finalmente tuvo tres hijos con su nueva esposa.
Cuatro años después de la muerte de Donnah, su mejor amiga, DeAnn Shultz, se presentó y le dijo a la policía que ella y Winger habían tenido una aventura en el momento de la muerte de Donnah. Winger había terminado el asunto poco después de la muerte de Donnah, y Shultz sospechaba que había matado a Donnah. Al volver a examinar la evidencia, la policía concluyó que las posiciones de los cuerpos de Donnah y Harrington no concordaban con el relato de Winger sobre una pelea con Harrington. También encontraron evidencia en el automóvil de Harrington de que Mark Winger había invitado a Harrington a la casa de Winger. La nueva teoría era que el perturbador viaje de Donnah con Harrington inspiró a Winger a planear matarla con el martillo y luego dispararle a Harrington, usando la historia inventada de un ataque de Harrington como tapadera. Fue acusado de asesinato en 2001.
La evidencia presentada en el juicio incluyó conversaciones grabadas entre Winger y Harrington organizando una reunión el día de los asesinatos. El testimonio de los paramédicos de que encontraron a Donnah boca abajo contradecía la declaración de Winger de que había sostenido a su esposa antes de que llegaran. Shultz también testificó que Winger había tratado de involucrarla en su complot y le dijo que sería mejor si Donnah muriera. En mayo de 2002, un jurado condenó a Winger por los asesinatos en primer grado de Donnah y Harrington, y fue sentenciado a cadena perpetua sin libertad condicional.

## Solicitud de asesinato desde prisión
En 2006, Winger fue acusado de pedirle a un compañero de prisión que preparara dos asesinatos. Una de sus presuntas víctimas de asesinato fue DeAnn Schultz, su novia en el momento de los asesinatos, quien luego testificó en su contra durante su juicio. La segunda víctima prevista era Jeffrey Gelman, un amigo de la infancia, con quien Winger estaba resentido por negarse a pagar $1 millón de fianza. Winger inicialmente quería que Gelman fuera secuestrado por un rescate y luego quería que tanto Gelman como Schultz fueran asesinados. En junio de 2007, Winger fue condenado por solicitud de asesinato y se agregó una sentencia de 35 años a su sentencia existente de cadena perpetua sin libertad condicional.  La segunda esposa de Winger nunca se volvió a casar y crio sola a todos los hijos de Winger.